# ミッチャー級駆逐艦
ミッチャー級駆逐艦（ミッチャーきゅうくちくかん、英語: Mitscher-class destroyer）は、アメリカ海軍の駆逐艦の艦級。
新しい主機と強力な防空・対潜戦能力を備えた新世代の高速艦隊護衛艦のプロトタイプとして、1948年度計画で4隻が発注された。当時、アメリカ海軍はもちろん世界でも最大の駆逐艦であり、1951年から1975年までは嚮導駆逐艦（フリゲート）として種別されていたほか、1964年度計画で「ミッチャー」と「ジョン・S・マケイン」が改装を受けてミサイル駆逐艦に種別変更された。

## 来歴
1946年10月に開催された駆逐艦研究会において、大戦後にあるべき駆逐艦隊の姿が討議された。この研究会では、艦隊の直衛艦としてのDSと、その他汎用に用いられる護衛艦としてのDEによる組み合わせが策定され、DSは大戦型駆逐艦からの改修が想定された。また同時に、レーダーピケット艦（DDR→DVC）と対潜掃討艦（DDK/DDE）も提言された。しかしまもなく、大戦型駆逐艦の船体規模では、対空兵器を維持しつつ対潜戦能力の強化を図ることは困難であることが判明した。高速で機動する空母機動部隊は、大戦中にはおおむね潜水艦の脅威を回避できたものの、UボートXXI型のような水中高速潜が登場したことで、これらの艦隊護衛艦でも対潜戦能力の強化が課題となっていた。雷撃戦の重要度低下や対潜兵器の性能向上に伴って、船体規模を抑制する必要性は乏しくなっており、船体は大型化していくことになった。
艦船局が最初に作成したA案では、基準排水量3,682トン、全長145メートルで、艦砲としては54口径127mm連装砲3基と50口径76mm連装速射砲4基を備える予定であった。その後、54口径127mm連装砲を54口径127mm単装速射砲に変更したり、魚雷発射管の配置を変更して対潜兵器の強化を図るなどのマイナーチェンジを経て、J案では基準排水量3,782トン（公試排水量4,631トン）の予定となった。しかし作戦担当DCNO（海軍作戦次長）は、これでは駆逐艦として大型すぎるとして、基本計画審議委員会（Ship Characteristics Board, SCB）に対し、基本に立ち返っての設計を指示した。作戦担当DCNOや太平洋軍総司令官、大西洋軍総司令官は、3,200トンが上限と考えていた。このことから、まずギアリング級DDRをベースとしたL-1案（基準2,478トン）が作成された。この線は放棄されたが、1947年5月に作成されたL-3案では、70口径76mm連装砲2基とウェポン・アルファ2基、533mm連装魚雷発射管2基、爆雷投下軌条1条を3,200トンの船体に収めていた。一方、これと並行してJ案をベースとした設計も進められており、最終案であるJ-13は、後の本級に近い形となっていた。
これらの試案に対して、海軍作戦部長（CNO）は、船体の大型化によるコスト増は許容できる範囲であることと、76mm砲では浮上した潜水艦に対する威力が不足していることを理由として、大型艦を是認する立場をとっていた。これに対し、海軍将官会議は浮上した潜水艦に対する戦闘自体が稀であったという戦訓から、反対の立場であった。しかし最終的に、特に荒天時の耐航性や防空火力強化の要請から、海軍将官会議も大型化を是認するようになった。これに従って、J案をもとに建造されたのが本級である。
ただし、本級は当初、通常の艦隊駆逐艦（DD-927級）として建造されたものの、やはり艦隊駆逐艦としてはあまりに大きいとして、1番艦の建造途中である1951年、嚮導駆逐艦（Destroyer leader, DL）に種別変更され、1955年には艦種記号はそのままにフリゲートと改称された。このカテゴリには、対潜巡洋艦（sub-killer cruiser, CLK）として建造された「ノーフォーク」も含まれており、「ノーフォーク」のほうが先に進水を迎えたことから、DL-1の番号はそちらに譲ることとなった。

## 設計
上記の経緯より、本級の設計は駆逐艦の基準で行われている。フレッチャー級の系譜を引き継ぐ平甲板船型を採用しており、乾舷はかなり高い。
主機関には、アメリカ海軍として初めて、蒸気圧力1,200 psi以上の高圧ボイラーが採用された。本級は艦級そのものが実験艦としての性格を帯びており、適切な運用を模索するため、前期建造艦と後期建造艦では異なるタイプのボイラーが搭載された。バス鉄工所で建造されたDL-2/3では圧力1,225 lbf/in2 (86.1 kgf/cm2)、温度510℃の蒸気を扱うゼネラル・エレクトリック社製の強制循環ボイラが、ベスレヘム・スチールで建造されたDL-4/5では圧力1,200 lbf/in2 (84 kgf/cm2)、温度518℃の蒸気を扱うフォスター・ホイーラー社製のドラム型ボイラが採用されたが、強制循環ボイラは実績不良であったことから、竣工から6〜7年で従来の自然循環ボイラーに換装された。
また主機関としては2段減速のギヤード・タービンが2基搭載されている。蒸気性状の高圧・高温化に伴い、従来の巡航タービンを用いた主機方式では不具合と考えられたことから、シリーズ・パラレル方式の蒸気タービンが開発されて搭載された。シリンダー構成は、高圧・中圧タービンと低圧・後進タービンの2胴式であり、この方式は効率良好で、構造単純、運転容易などの利点があり、以後の米海軍艦艇で広く用いられた。機関配置としては、前から、前部缶室・右舷機関室・後部缶室・左舷機械室という4室のシフト配置が採用されている。
なお電源としては、タービン主発電機（出力500キロワット）4基と、ディーゼル非常発電機（出力300キロワット）2基が搭載された。

## 装備

### 対空戦
艦砲としては、新開発の両用砲である54口径127mm単装速射砲（Mk.42 5インチ砲）と、やはり新開発の高角砲である70口径76mm連装速射砲（Mk.26 3インチ砲）が予定された。大戦中に用いられていた38口径12.7cm連装砲2基を基準とすると、54口径127mm単装速射砲2基の防空火力は1.5倍、70口径76mm連装速射砲2基なら2.2倍、両者を1基ずつ組み合わせた場合は1.9倍と見積もられた。なお本級では、対水上・対地を想定した主方位盤としてMk.67、対空を主眼とした副方位盤としてMk.56が搭載されたほか、31番砲には砲側装備のGUNARも設置された。ただし70口径76mm連装速射砲の開発は遅延していたことから、当初は標準的な50口径76mm連装速射砲（Mk.33 3インチ砲）を搭載し、1957年以降順次換装するかたちとなった。またMk.26の重量が当初予定よりオーバーしたことから、換装のさいに代償としてウェポン・アルファを撤去することになった。
艦隊護衛艦として、対空兵器で自ら交戦するだけでなく、艦上戦闘機を管制して防空戦を展開することも求められたことから、標準的な対空捜索レーダーであるAN/SPS-6に加えて、高角測定用のAN/SPS-8も搭載された。
その後、1960年代中盤のタイフォン・システムの開発中止によってその分の予算が浮き、また漸進策による艦隊防空能力の向上が急務になったことから、1963年1月、本級を含む在来型DL・DDに艦対空ミサイルを搭載する改修が決定された。まず1964年度計画において、DL-2/3がターター・システムを搭載してミサイル駆逐艦改装を受けることとなった。この改装により、54口径127mm単装速射砲を除く全ての兵装が撤去され、52番砲直前にMk.13単装ミサイル発射機（GMLS）、その前方にAN/SPG-51誘導レーダー2基が搭載されたほか、レーダーも更新され、前檣上にはAN/SPS-37が、また後檣上にはAN/SPS-48が設置された。しかし予期したほどの効果を得ることができなかったことから、DL-4/5に対する改装は取りやめられた。

### 対潜戦
対潜兵器としては、当初は対潜誘導魚雷のための533mm魚雷発射管4門と324mm対潜ロケット砲（Mk.108 ウェポン・アルファ）2基が搭載されていた。その後、1957年以降の70口径76mm連装速射砲の搭載に伴い、後部のウェポン・アルファが代償重量として撤去された。また1960年、全艦が後部の32番砲を撤去して、QH-50 DASHの運用設備を設置し、7月には「ミッチャー」で初の着艦がなされた。なお同艦では、1957年2月、有人のベル47の発着演習を行なっている。これは、アメリカ海軍の駆逐艦が対潜ヘリコプターを搭載した初の例であった。またDDG改装艦では、艦橋構造物直前にアスロック8連装発射機が搭載されたが、非改装艦への搭載はなされなかった。
ソナーとしては、当初は捜索用のQHBと、攻撃用のAN/SQG-1が搭載されており、1950年代中盤にAN/SQS-4に換装された。また1961年、「ウィルキンソン」はバウ・ドームを設置して、新しい低周波ソナーであるAN/SQS-26のプロトタイプを搭載し、1966年には「ウィリス・A・リー」も同様に換装した。その他の2隻は、DDG改装の際にAN/SQS-23を搭載している。

### 兵装・電装要目
|          | 新規建造時                | FRAM改修後                                                       | DDG改修後                       |
| -------- | ------------------------- | ---------------------------------------------------------------- | ------------------------------- |
| 兵装     | 54口径127mm単装速射砲×2基 | 54口径127mm単装速射砲×2基                                        | 54口径127mm単装速射砲×2基       |
| 兵装     | 50口径76mm連装速射砲×2基  | 70口径76mm連装速射砲×2基 ※のちにDASH運用設備のため後部砲塔は撤去 | Mk.13 GMLS×1基 ※RIM-24 SAM用    |
| 兵装     | 70口径20mm連装機銃×4基    |                                                                  |                                 |
| 兵装     | Mk.108対潜ロケット砲×2基  | QH-50 DASH×2機                                                   | Mk.16 アスロック8連装発射機×1基 |
| 兵装     | 533mm連装魚雷発射管×2基   | 324mm3連装短魚雷発射管×2基                                       | 324mm3連装短魚雷発射管×2基      |
| 兵装     | 爆雷投下軌条×1条          |                                                                  |                                 |
| FCS      | Mk.67→68 GFCS×1基         | Mk.67→68 GFCS×1基                                                | Mk.67→68 GFCS×1基               |
| FCS      | Mk.56 GFCS×1基            | Mk.56 GFCS×1基                                                   | Mk.74 GMFCS×2基                 |
| FCS      | Mk.102 UBFCS              |                                                                  |                                 |
| レーダー | AN/SPS-6 対空捜索         | AN/SPS-12 対空捜索                                               | AN/SPS-37 対空捜索              |
| レーダー | AN/SPS-8 高角測定         | AN/SPS-8 高角測定                                                | AN/SPS-48 3次元                 |
| ソナー   | QHB→AN/SQS-4              | AN/SQS-26（DL-4/5）                                              | AN/SQS-23                       |

## 同型艦
| 番号                   | 艦名                                   | 建造所                             | 起工            | 進水           | 就役            | 退役            | その後          | 売却日          | リンク |
| ---------------------- | -------------------------------------- | ---------------------------------- | --------------- | -------------- | --------------- | --------------- | --------------- | --------------- | ------ |
| DD-927 / DL-2 / DDG-35 | ミッチャー USS Mitscher                | バス鉄工所                         | 1949年 10月3日  | 1952年 1月26日 | 1953年 5月15日  | 1978年 6月1日   | DRMS として売却 | 1980年 8月1日   |        |
| DD-928 / DL-3 / DDG-36 | ジョン・S・マケイン USS John S. McCain | バス鉄工所                         | 1949年 10月24日 | 1952年 7月12日 | 1953年 10月12日 | 1978年 4月29日  | DRMS として売却 | 1979年 12月13日 |        |
| DD-929 / DL-4          | ウィリス・A・リー USS Willis A. Lee    | ベスレヘム・スチール, フォアリバー | 1949年 11月1日  | 1952年 1月26日 | 1954年 10月5日  | 1969年 12月19日 | DRMS として売却 | 1973年 6月1日   |        |
| DD-930 / DL-5          | ウィルキンソン USS Wilkinson           | ベスレヘム・スチール, フォアリバー | 1950年 2月1日   | 1952年 4月23日 | 1954年 7月29日  | 1969年 12月19日 | DRMS として売却 | 1975年 6月1日   |        |